# Emil Albinus
Emil Karl Ferdinand Albinus (* 7. September 1868 in Grabow bei Stettin; † 22. Oktober 1944 in Naugard, Pommern) war ein deutscher Politiker (Wirtschaftspartei).
Albinus war Klempnerobermeister in der pommerschen Provinzhauptstadt Stettin. Von 1921 bis 1932 gehörte er dem Provinziallandtag der Provinz Pommern an. Er wurde jeweils für die Wirtschaftspartei im Wahlkreis Stettin gewählt.  Der Provinziallandtag wählte ihn für den Zeitraum von Juni 1928 bis Januar 1930 als stellvertretendes Mitglied in den Preußischen Staatsrat, wo er der Fraktion der Preußischen Arbeitsgemeinschaft im Staatsrat angehörte. 